# Mais Doce que o Mel (álbum de Eyshila)
Mais Doce que o Mel é o terceiro álbum de estúdio da cantora Eyshila, lançado em 1999 pela gravadora MK Music. Produzido por Emerson Pinheiro o disco não atingiu marcas muito expressivas apesar de ter sido bem divulgado nos Canta Rio 99 e Canta Brasil 500, porém, quase atingiu a marca de 40.000 copias vendidas. Foram feitos 3 clipes para divulgação do album: "Quando Lembro", "Tu és o Nosso Deus" e "O Senhor Reina". Além destes também se destacam as canções "Adorai ao Rei"  e "Laços de Amor", entoada junto a cantora Léa Mendonça.

## Faixas
1. Mais Doce Que o Mel (Kleber Lucas)
2. O Senhor Reina (Marcelo Manhães)
3. Adorai ao Rei (Antônio Souza)
4. Canção Para o Meu Filho (Saulo Valley)
5. Quando Lembro (Livingston Farias)
6. Tu És Nosso Deus (Emerson Pinheiro)
7. Perfeito Como a Flor (Sérgio Lopes)
8. Glórias e Louvores (Paulo Francisco)
9. Laços de Amor (Ludmila Ferber)
10. Destra Fiel (Cristiane Ferr)
11. Na Glória do Pai (Marcos Góes)
12. A Prova do Que Não se Vê (Marcelo Manhães)

## Clipes
- O Senhor Reina
- Quando Lembro
- Tu És Nosso Deus